# Xántus János (földrajztudós, 1888–1962)

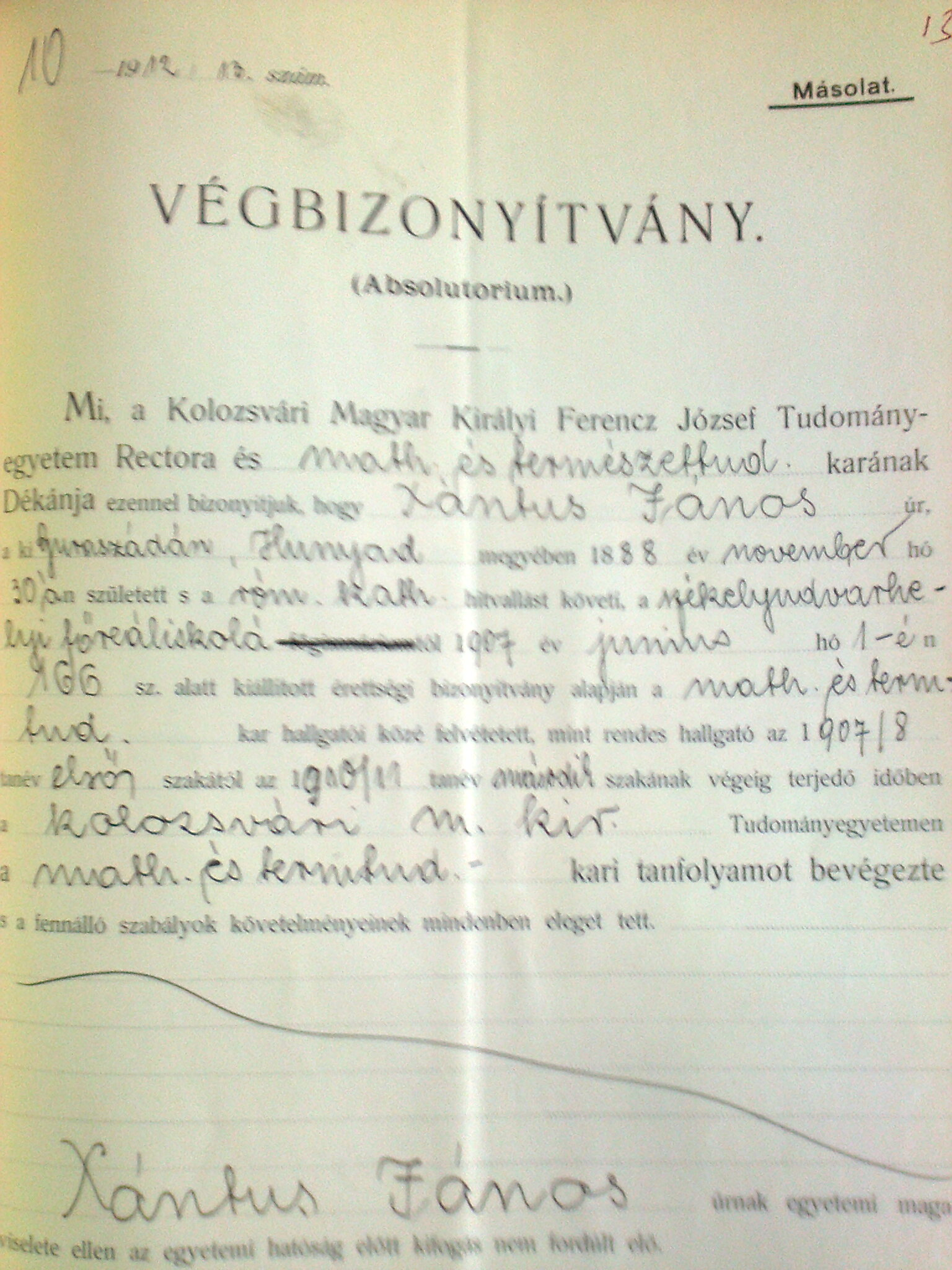
Egyetemi végbizonyítványa 1910-ből

Id. Xántus János (Guraszáda, 1888. november 30. – Kolozsvár, 1962. november 1.) földrajztudós, geológiai és földrajzi szakíró, Xántusné Paull Aranka férje, ifj. Xántus János apja.

## Életpályája
Középiskoláit Déván végezte, a kolozsvári egyetemen szerzett földrajz–földtani szakképesítést 1913-ban. Majláth püspök felkérésére részt vett a kolozsvári Marianum Leánygimnázium létrehozásában, amelyben 1913. szeptember 1-jétől mint óraadó tanár tanított és igazgatója is volt 1939 környékétől, majd 1942-től újból tanára. 1929-ben az Erdélyi Katolikus Akadémia tagja.

## Munkássága
Földtani kutatásokat a Nagy-Bihar-hegységben, a Déli-Kárpátokban és a Radnai-havasokban végzett, de eljutott Izland szigetére is, itteni kutatásainak eredményeit Izland felszíni formáinak leírása címmel közölte. Felfedezett egy cseppkőbarlangot Élesd (Bihar vármegye) közelében.
Különnyomatban is megjelent fontosabb tanulmányai: 
- A forgószelekről és az erdélyi tornádókról (Kolozsvár 1913);
- A nagyekemezői gáz égése (Erdély 1934/4);
- A nagyekemezői földgázrobbanás (A Földgömb 1935/3).

Több középiskolai tankönyvet írt: 
- Európa földrajza (Kolozsvár 1924; újabb kiadása uo. 1934);
- Románia földrajza (Kolozsvár 1947);
- Földrajz. Ázsia, Afrika, Amerika, Ausztrália (Xántusné Paull Arankával, Kolozsvár 1924).

Fiával közös kötetei: 
- Erdély bányakincsei és energiaforrásai (Kolozsvár 1945);
- Románia földrajzi zsebkönyve (Kolozsvár 1948).